# Championnat d'Asie de l'Est féminin de football
Le Championnat d'Asie de l'Est féminin de football est une compétition de football féminin opposant les équipes des pays et territoires situés en Asie de l'Est. Elle est organisée par la Fédération de football d'Asie de l'Est (EAFF).

## Histoire
La compétition existe depuis 2005. En 2005 se tient une compétition par points qui cumule les résultats obtenus par les  équipes masculines lors de la phase finale de la Coupe d'Asie de l'Est masculine 2005.
La compétition se nomme Coupe d'Asie de l'Est en 2013 et en 2015.

## Palmarès

### Palmarès par édition
| Numéro | Édition | Pays hôte    | Vainqueur         | Finaliste     | Troisième place | Quatrième place |
| ------ | ------- | ------------ | ----------------- | ------------- | --------------- | --------------- |
| 1      | 2005    | Corée du Sud | Corée du Sud      | Corée du Nord | Japon           | Chine           |
| 2      | 2008    | Chine        | Japon             | Corée du Nord | Chine           | Corée du Sud    |
| 3      | 2010    | Japon        | Japon (2)         | Chine         | Corée du Sud    | Taipei chinois  |
| 4      | 2013    | Corée du Sud | Corée du Nord     | Japon         | Corée du Sud    | Chine           |
| 5      | 2015    | Chine        | Corée du Nord (2) | Corée du Sud  | Japon           | Chine           |
| 6      | 2017    | Japon        | Corée du Nord (3) | Japon         | Chine           | Corée du Sud    |
| 7      | 2019    | Corée du Sud | Japon (3)         | Corée du Sud  | Chine           | Taipei chinois  |
| 8      | 2022    | Japon        | Japon (4)         | Chine         | Corée du Sud    | Taipei chinois  |
| 9      | 2025    | Corée du Sud | Corée du Sud (2)  | Chine         | Japon           | Taipei chinois  |

### Palmarès par équipe
| Rang | Équipe         | Victoires                  | Deuxièmes places     | Troisièmes places    | Quatrièmes places          |
| ---- | -------------- | -------------------------- | -------------------- | -------------------- | -------------------------- |
| 1    | Japon          | 4 (2008, 2010, 2019, 2022) | 2 (2013, 2017)       | 3 (2005, 2015, 2025) | 0                          |
| 2    | Corée du Nord  | 3 (2013, 2015, 2017)       | 3 (2005, 2008, 2019) | 0                    | 0                          |
| 3    | Corée du Sud   | 2 (2005, 2025)             | 1 (2015)             | 3 (2010, 2013, 2022) | 2 (2008, 2017)             |
| 4    | Chine          | 0                          | 3 (2010, 2022, 2025) | 3 (2008, 2017, 2019) | 3 (2005, 2013, 2015)       |
| 5    | Taipei chinois | 0                          | 0                    | 0                    | 4 (2010, 2019, 2022, 2025) |